# Ianca - Plopu - Sărat
Ianca - Plopu - Sărat este o zonă protejată (arie de protecție specială avifaunistică - SPA) situată în sud-estul României, pe teritoriul județelui Brăila.

## Localizare
Aria naturală se află în parte central-nordică a județului Brăila, pe teritoriile administrative ale orașului Ianca și al comunelor Movila Miresii și Traian și este străbătută de drumul național DN22 care leagă municipiul Brăila de Râmnicu Sărat. Situl se întinde pe teritoriile administrative ale comunelor Movila Miresii, Traian și Tudor Vladimirescu; și pe cel al orașului Ianca din județul Brăila.

## Descriere
Zona a fost declarată Arie de Protecție Specială Avifaunistică prin Hotărârea  de Guvern nr. 1284 din 24 octombrie 2007 (privind declararea ariilor de protecție specială avifaunistică ca parte integrantă a rețelei ecologice europene Natura 2000 în România) și se întinde pe o suprafață de 1.982 hectare.
Aria protejată (încadrată în bioregiune geografică stepică) reprezintă o zonă naturală cu râuri, lacuri (Ianca, Plopu, Movila Miresii, Seaca, Esna, Lutul Alb), mlaștini, turbării, pășuni și terenuri arabile; ce asigură condiții de hrană, cuibărit și viețuire pentru mai multe specii de păsări migratoare, de pasaj sau sedentare (unele protejate prin lege).

## Avifaună

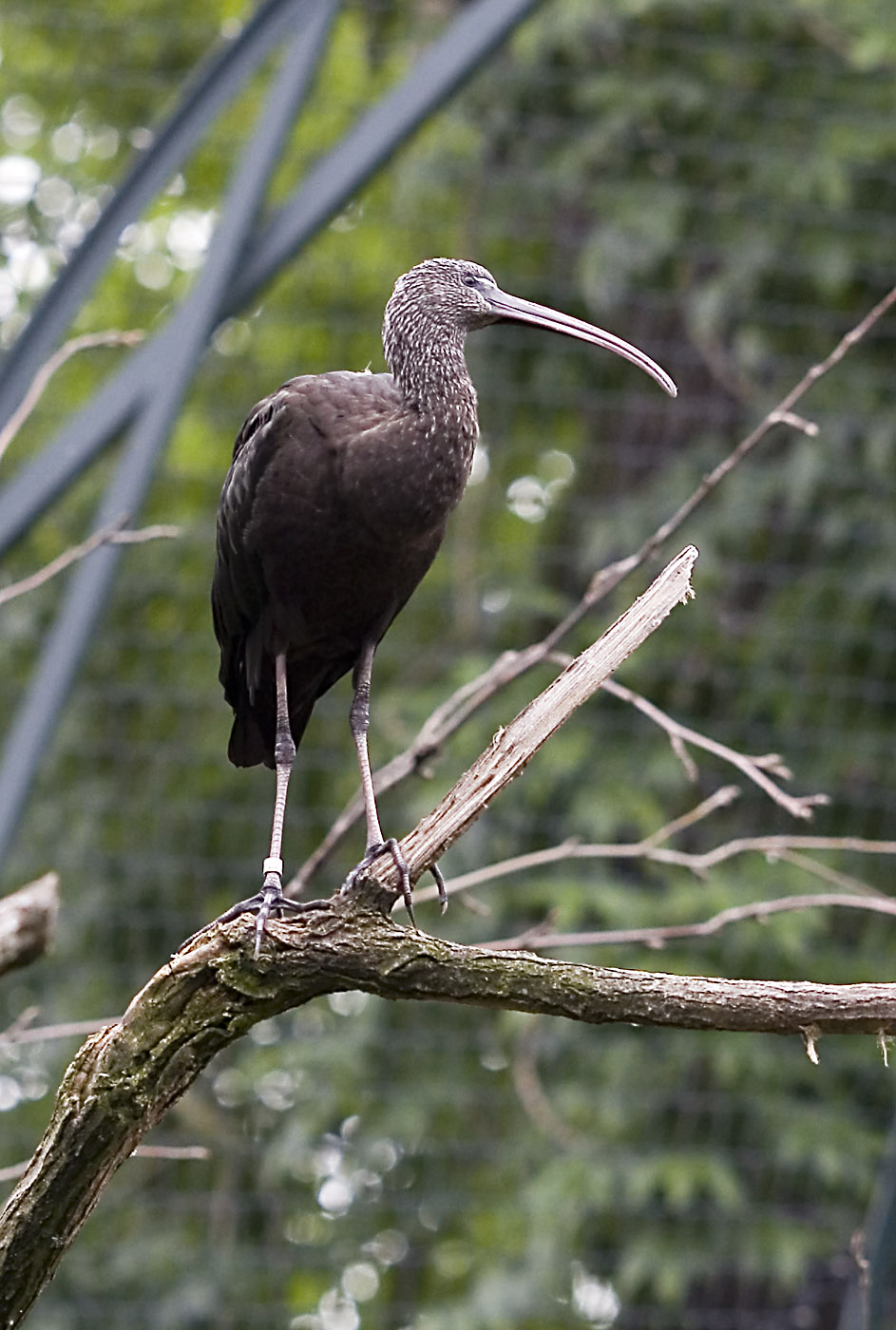
Țigănuș (Plegadis falcinellus)

Printre speciile de păsări prezente în sit se află: lăcarul mare (Acrocephalus arundinaceus), lăcar-de-mlaștină (Acrocephalus palustris), lăcar-de-lac (Acrocephalus scirpaceus), lăcar-de-rogoz (Acrocephalus schoenobaenus), ciocârlia-de-câmp (Alauda arvensis), pescăruș albastru (Alcedo atthis), rața lingurar (Anas clypeata), rață fluierătoare (Anas penelope), rață mare (Anas platyrhynchos), rață pestriță (Anas strepera), rață cârâitoare (Anas querquedula), gârliță mare (Anser albifrons), fâsă-de-câmp (Anthus campestris), fâsă de luncă (Anthus pratensis), fâsă de munte (Anthus spinoletta), fâsă de pădure (Anthus trivialis), stârc cenușiu (Ardea cinerea), stârc roșu (Ardea purpurea), lăstun mare (Apus apus), rață-cu-cap-castaniu (Aythya ferina), rața moțată (Aythya fuligula), rață roșie (Aythya nyroca), buhai de baltă (Botaurus stellaris), gâsca cu piept roșu (Branta ruficollis), ciocârlie-cu-degete-scurte (Calandrella brachydactyla), fugaci pitic (Calidris temminckii), fugaci mic (Calidris minuta), nisipar (Calidris alba), cânepar (Carduelis cannabina), sticlete (Carduelis carduelis), prundăraș de sărătură (Charadrius alexandrinus), ploier gulerat mare (Charadrius hiaticula), chirighiță-cu-obraz-alb (Chlidonias hybridus), chirighiță neagră (Chlidonias niger), chirighiță-cu-aripi-albe (Chlidonias leucopterus), barză albă (Ciconia ciconia), erete de stuf (Circus aeruginosus), dumbrăveancă (Coracias garrulus), cuc (Cuculus canorus), lăstun de casă (Delichon urbica), egretă albă (Egretta alba), egretă mică (Egretta garzetta), măcăleandru (Erithacus rubecula), presură bărboasă (Emberiza cirlus), lișiță (Fulica atra), vânturel de seară (Falco vespertinus), becațină comună (Gallinago gallinago), ciovlica roșcată (Glareola pratincola),  piciorong (Himantopus himantopus), rândunica de hambar (Hirundo rustica), sfrâncoc (Lanius excubitor), pescăruș argintiu (Larus cachinnans), pescăruș râzător (Larus ridibundus), ciocârlie de bărăgan (Melanocorypha calandra), prigoare (Merops apiaster), presură sură (Miliaria calandra), codobatură galbenă (Motacilla flava), grangur (Oriolus oriolus), pelicanul comun (Pelecanus onocrotalus), cormoran mic (Phalacrocorax pygmeus), lopătar (Platalea leucorodia), codroș de munte (Phoenicurus ochruros), pitulice de munte (Phylloscopus collybita), țigănuș (Plegadis falcinellus), corcodel-mare (Podiceps cristatus), cristei de baltă (Rallus aquaticus), ciocîntors (Recurvirostra avosetta), aușel nordic (Regulus regulus), mărăcinar (Saxicola rubetra), silvie-mică (Sylvia curruca), silvie cu cap negru (Sylvia atricapilla), silvie-de-campie (Sylvia communis c), călifar alb (Tadorna tadorna), corcodel mic (Tachybaptus ruficollis), fluierar de mlaștină (Tringa glareola), fluierarul de zăvoi (Tringa ochropus), sturzul cântător (Turdus philomelos) sau mierlă (Turdus merula).

## Căi de acces
- Drumul național DN22 pe ruta: Brăila - Cazasu - Tudor Vladimirescu - Comăneasca - Movila Miresii.

## Monumente și atracții turistice
În vecinătatea sitului se află numeroase obiective de interes istoric, cultural și turistic; astfel:

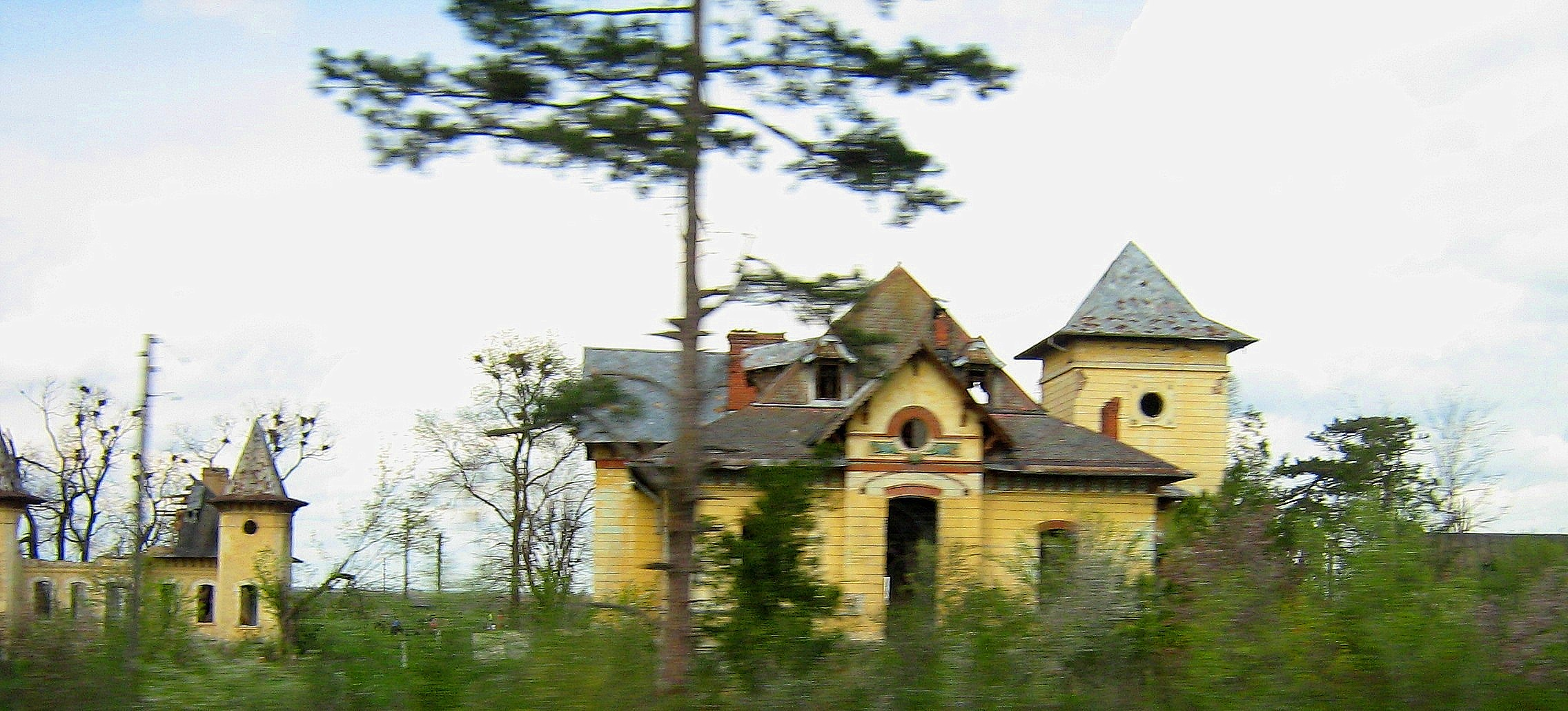
Conacul Orezeanu din satul Traian

- Conacul Orezeanu din satul Traian, construcție 1908, monument istoric.
- Cruci de piatră (Ianca, în cimitirul de lângă biserică) datate în sec. XVIII - XIX.
- Obelisc (1916 - 1919), satul Silistraru, monument istoric.
- Monumentul Eroilor (1877 -1878, 1916 - 1919) din satul Perișoru, construcție 1924, monument istoric
- Statuia Eroilor (1877 - 1878 și 1916-1919) din orașul Ianca (Calea Brăilei în fața Casei de Cultură), construcție 1938, monument istoric.